# A Passion Play
A Passion Play is een conceptalbum van de Britse progressieve-rockband Jethro Tull, uitgebracht in 1973.

## Geschiedenis
Het album werd door de recensenten niet zo goed beoordeeld, met krantenkoppen als Tull Quit en Play Without Passion. Het was zo erg dat Jethro Tull besloot te stoppen, maar toen hen het bericht bereikte dat het album toch op nummer 1 stond in de Amerikaanse hitlijsten en hun tour compleet uitverkocht was, zijn ze toch verdergegaan. Later bleek dit echter een verzonnen marketing verhaal te zijn van hun toenmalige manager, de niet ingelichte band was hier totaal niet over te spreken, omdat ze dit verkeerde publiciteit vonden.
Het album bestaat uit slechts 1 nummer (opgesplitst in twee delen vanwege het omdraaien van de LP), en vertelt het verhaal over Ronnie Pilgrim na zijn dood. Dit album is geschreven als een theatervoorstelling (de hoes van het album bevatte een programmaboekje waarin zelfs alle rollen verdeeld waren), waarvan het script er grofweg zo uitziet:
- Act 1: Ronnie Pilgrim's Funeral: a winter's morning in the cemetery.
- Act 2: The Memory Bank: a small but comfortable theatre with a cinema-screen (the next morning).
- Act 3: The business office of G. Oddie & Son (two days later).
- Act 4: Magus Perdē's drawing room at midnight.

Oorspronkelijk zou Jethro Tull een album opnemen in het befaamde Château d'Hérouville (zoals The Rolling Stones en Elton John ook deden), maar Ian Anderson was zeer slecht te spreken over de kwaliteit van de studio daar, en staakte de opnames. Ze hebben toen terug in Engeland dit album in slechts 10 dagen geschreven en opgenomen omdat hun Amerikaanse tour begon.
De opnames uit Château d'Hérouville waren verloren geacht, maar werden in de jaren 80 teruggevonden, en zijn in 1993 alsnog uitgebracht op het album Nightcap als de Château d'Isaster Tapes.

## Nummers
1. A Passion Play (Part I)
2. A Passion Play (Part II)
3. The Story of the Hare Who Lost His Spectacles videoclip¹

¹Bonusvideo op de digitaal geremasterde versie.
Er is ook een speciale versie, de golden cd, in omloop, en daar is het album opgesplitst in meerdere 'nummers':
1. Lifebeats
2. Prelude
3. The Silver Cord
4. Re-Assuring Tune
5. Memory Bank
6. Best Friends
7. Critique Oblique
8. Forest Dance, Part I
9. The Story of the Hare Who Lost His Spectacles
10. Forest Dance, Part II
11. The Foot of Our Stairs
12. Overseer Overture
13. Flight from Lucifer
14. 10:08 from Paddington
15. Magus Perde
16. Epilogue

## Bezetting
- Ian Anderson (dwarsfluit, akoestische gitaar, sopraan saxofoon, sopranino saxofoon, zang)
- Martin Barre (elektrische gitaar)
- Barriemore Barlow (drums, pauken, glockenspiel, marimba)
- Jeffrey Hammond-Hammond (basgitaar, zang)
- John Evan (piano, orgel, synthesizer, gesproken woord)